# Mariä Himmelfahrt (Ergertshausen)

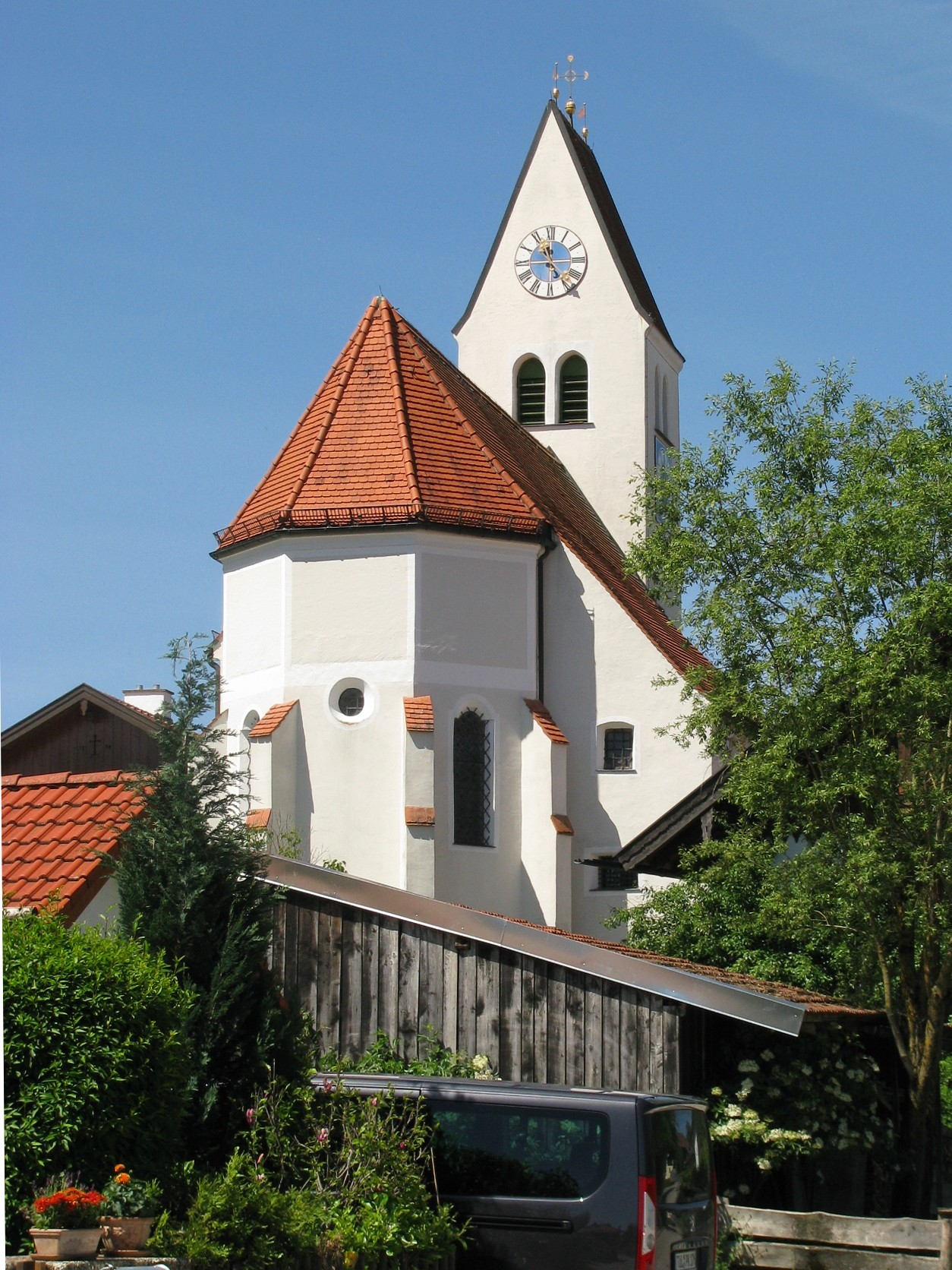
Mariä Himmelfahrt in Ergertshausen

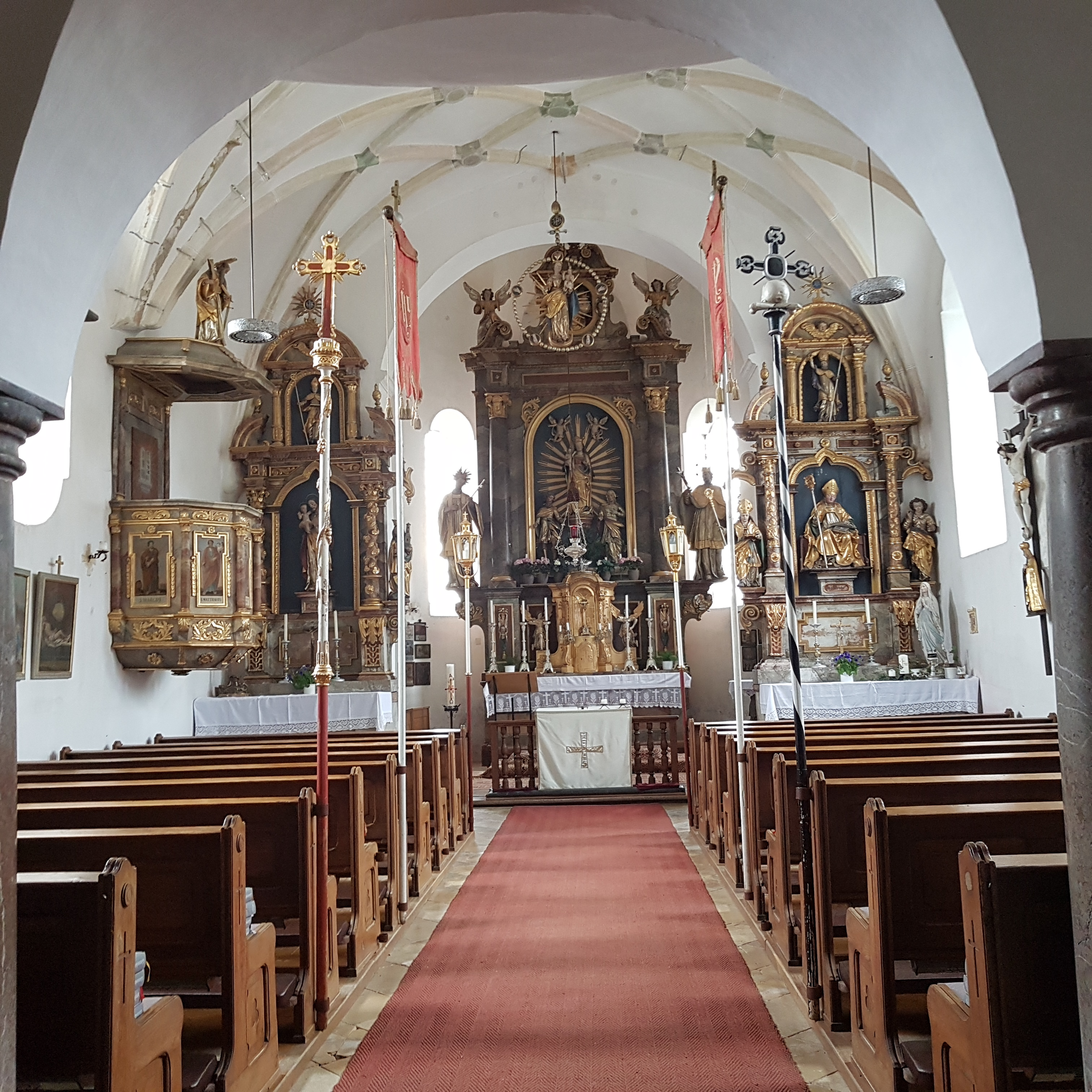
Der Innenraum der Kuratiekirche Ergertshausen

Die katholische Filialkirche Mariä Himmelfahrt in Ergertshausen, einem Ortsteil der oberbayerischen Gemeinde Egling im Landkreis Bad Tölz-Wolfratshausen, wurde in der zweiten Hälfte des 15. Jahrhunderts errichtet. Die Kirche an der Dorfstraße 3 ist ein geschütztes Baudenkmal.

## Beschreibung
Der Saalbau aus Tuffstein besitzt einen eingezogenen Chor, der um 1700 erhöht wurde. Der westliche Turm wird von einem Satteldach gedeckt. Restaurierungen fanden 1979 und nach 2000 statt.

## Ausstattung
Das vierjochige Langhaus besitzt ein netzförmiges Gewölbe mit hochansetzenden Rippen, der einjochige Chor mit 3/8-Schluss hat eine schmucklose Stichkappentonne.
Im Hochaltar (um 1700) steht eine Mondsichelmadonna, flankiert von Figuren der Heiligen Joachim und Anna (der Eltern Marias), die allesamt Anton Krinner zugeschrieben werden und um 1510 datiert sind. Im Auszug eine Halbfigur Gottvaters, die Georg Wunderl 1644 geschaffen hat. Die Seitenaltäre wurden 1644 (rechts, Hans Ostner) und 1700 (links) geschaffen, mit Figuren von Krinner und Wunderl. Die qualitative Chorbogen-Rosenkranzmadonna (um 1644) ist ebenfalls von Georg Wunderl geschaffen worden. Die Kanzel, mit Darstellungen des Salvator Mundi und der vier Evangelisten am Korb, um 1700. Die Orgel ist ein frühes Werk von Leopold Nenninger aus dem Jahr 1911.